# Erica Carrara
Erica Carrara (Serina, 29 febbraio 1972) è un'ex biatleta italiana.

## Carriera
Nata a Serina, in provincia di Bergamo, nel 1972, è figlia di Gianni Carrara, fondista che gareggiò a Cortina d'Ampezzo 1956, e sorella di Angelo Carrara, biatleta come lei, in gara a Lake Placid 1980. A 20 anni non ancora compiuti ha partecipato ai Giochi Olimpici di Albertville 1992, nel biathlon, prendendo parte a tutte e tre le gare femminili: l'individuale 15 km, terminata al 53º posto, lo sprint 7.5 km, dove è arrivata quarantanovesima, e la staffetta 3x7,5 km, chiusa in tredicesima posizione, insieme alle compagne di squadra Monika Schwingshackl e Nathalie Santer. Nel 1991 e 1992 ha vinto tre medaglie ai campionati italiani, nel primo caso un oro nello sprint ed un bronzo nella gara individuale, chiusa dietro a Siegrid Pallhuber e Nathalie Santer, nel secondo un argento nella gara individuale, terminata dietro alla sola Pallhuber.

## Palmarès
- Campionati italiani

1991: oro nello sprint femminile, bronzo nella gara individuale femminile
1992: argento nella gara individuale femminile